# Bellver de Cerdanya (ort)
Bellver de Cerdanya är en ort i Spanien.   Den ligger i provinsen Província de Lleida och regionen Katalonien, i den nordöstra delen av landet, 500 km öster om huvudstaden Madrid. Bellver de Cerdanya ligger 1 025 meter över havet och antalet invånare är 1 809.
Terrängen runt Bellver de Cerdanya är bergig söderut, men norrut är den kuperad. Bellver de Cerdanya ligger nere i en dal som går i öst-västlig riktning.Runt Bellver de Cerdanya är det glesbefolkat, med 14 invånare per kvadratkilometer. Närmaste större samhälle är Puigcerdà, 13,9 km nordost om Bellver de Cerdanya. Trakten runt Bellver de Cerdanya består till största delen av jordbruksmark.